# Piuí gorjablanc
El piuí gorjablanc (Contopus albogularis) és un ocell de la família dels tirànids (Tyrannidae).

## Hàbitat i distribució
Habita els boscos de les terres baixes de Surinam, Guaiana Francesa i nord-est del Brasil.